# Стебник (станція)
Стебник — проміжна залізнична станція 5-го класу Львівської дирекції Львівської залізниці на лінії Дрогобич — Трускавець між станціями Дрогобич (8 км) та Трускавець (4 км). Розташована в місті Стебник Дрогобицького району Львівської області.

## Пасажирське сполучення
На станції зупиняються приміські електропоїзди сполученням Львів — Трускавець.